# Encarsia lycopersici
Encarsia lycopersici är en stekelart som beskrevs av De Santis 1957. Encarsia lycopersici ingår i släktet Encarsia och familjen växtlussteklar. Inga underarter finns listade i Catalogue of Life.